# Петер Арендт
Петер Арендт (нім. Peter Ahrendt, 2 лютого 1934 — лютий 2013) — німецький яхтсмен.
Срібний призер Олімпійських Ігор 1964 року в класі Дракон.